# Lavirint (1961.)
Lavirint, kratki film redatelja Živojina Pavlovića.:131, 134, 137 Snimljen u produkciji Kino kluba Beograd. Film je u crno-bijeloj tehnici i mono zvuka. U filmu glume Snežana Lukić i Ivan Martinac.